# Marko Strahija
Marko Strahija (Zagreb, 28. svibnja 1975.) je hrvatski plivač. Natjecao se u disciplinama 100m i 200m leđno.

## Olimpijski rezultati
| Olimpijski rezultati                     | Olimpijski rezultati | Olimpijski rezultati | Olimpijski rezultati | Olimpijski rezultati |
| Natjecanje                               | Atlanta 1996.        | Sydney 2000.         | Atena 2004.          | Peking 2008.         |
| ---------------------------------------- | -------------------- | -------------------- | -------------------- | -------------------- |
| 100 metara leđno                         | /                    | 18. 56.26            | /                    | 34. 55.89            |
| 200 metara leđno                         | 11. 2:01.84          | 9. 1:59.85           | /                    | /                    |
| 4 × 200 metara slobodnim stilom, štafeta | 13. 7:43.69          | /                    | /                    | /                    |

## Vanjske poveznice
- Životopis na stranicama Hrvatskog olimpijskog odbora  Arhivirana inačica izvorne stranice od 25. siječnja 2010. (Wayback Machine)